# Shirley Clay
Shirley Clay (* 1902 in Charleston (Missouri); † 7. Februar 1951 in New York City) war ein US-amerikanischer Jazztrompeter und Kornettist.

## Leben und Wirken
Clay stammte aus dem Mittleren Westen und begann seine Karriere im Raum St. Louis um 1920, wo er mit den Synco Jazzers um John Williams spielte, bevor er nach Chicago zog. Dort spielte er ab 1926 Kornett bei Carroll Dickerson und einer Bigband unter Leitung von Clifford King. Als Sessionmusiker arbeitete er in den späten 20ern bei Richard M. Jones’ Jazz Wizards, mit denen er auch Bluessängerinnen wie Chippie Hill, Hattie McDaniels und Sara Martin bei Plattenaufnahmen begleitete. In dieser Zeit arbeitete er auch mit Artie Starks’ Hot Five, Preston Jackson and His Uptown Band, Ma Rainey und Elzadie Robinson („Humming Blues“). 1929 war er bei Earl Hines an den ersten Plattensessions seines Orchesters für Victor beteiligt. Im folgenden Jahrzehnt spielte er mit Harry Dial (1930), in New York mit Don Redman (1932–36), Harlan Lattimore and His Connie’s Inn Orchestra (1932), Ben Pollack (1933), Benny Goodman (1934), Claude Hopkins, Lil Armstrong (1937), Ethel Waters/Eddie Mallory (1938/39) und 1940 erneut bei Earl Hines. Im Bereich des Jazz war er zwischen 1926 und 1940 an 64 Aufnahmesessions beteiligt.
In den frühen 1940er-Jahren spielte er in den Bands von Horace Henderson, Leon Abbey und Cootie Williams; Aufnahmen entstanden mit Cab Calloway. In seinen letzten Jahren leitete er mit Edgar Battle eine Bigband; daneben arbeitete er mit Manzie Johnson, Harry Dial und den Mills Brothers.